# بوسه و جبران کردن (ترانه دوآ لیپا و بلک‌پینک)
«بوسه و جبران کردن» (به انگلیسی: Kiss and Make Up) ترانه‌ای از خواننده اهل بریتانیا دوآ لیپا و گروه دخترانه کره‌ای بلک پینک برای نسخه دیلاکس اولین آلبوم استودیویی لیپا، دوآ لیپا (۲۰۱۸) است. ریمیکس این ترانه در آلبوم کلاب نوستالژی آینده (۲۰۲۰) وجود دارد.